# دهب

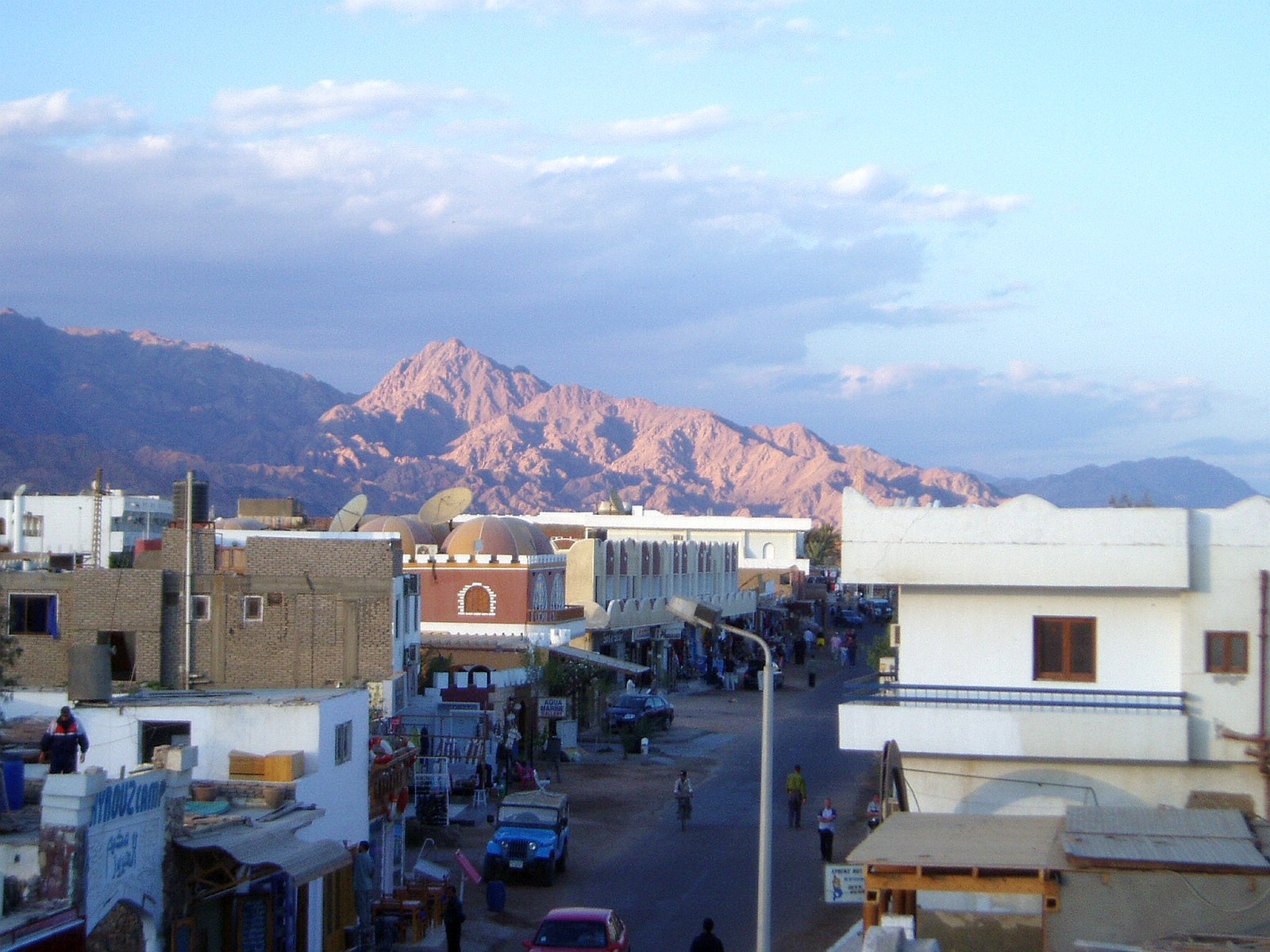
نمایی از شهر دَهَب

دهب نام شهر و شهرستانی در استان جنوب سیناء مصر است.